# Нейлсон, Хью
Хью Эдвин Бомонт Нейлсон (англ. Hugh Edwin Beaumont Neilson; 5 мая 1884, Глазго, Ланаркшир — 16 октября 1930, Глазго) — шотландский хоккеист на траве, защитник. Бронзовый призёр летних Олимпийских игр 1908 года.

## Биография
Айван Леинг родился 5 мая 1884 года в британском городе Глазго.
Играл в хоккей на траве за «Рутерглен».
В 1908 году вошёл в состав сборной Шотландии по хоккею на траве на летних Олимпийских играх в Лондоне и завоевал бронзовую медаль, которая пошла в зачёт Великобритании. Играл на позиции защитника, провёл 2 матча, мячей не забивал.
Умер 16 октября 1930 года в Глазго.